# كيريسون
كيريسون (بالبرتغالية: Keirrison‏) لاعب كرة قدم برازيلي ولد عام 1988 ، يلعب في مركز الهجوم، بدأ مسيرتة الكروية مع نادي قرطبة في البرازيلي عام 2006 عام 2009 انتقل للعب مع نادي بالميراس، اشتراة نادي برشلونة بذات العام، لم يلعب للنادي الإسباني اية مباراة إذ تم اعارتة لنادي بنفيكا في البرتغال، حاليا يلعب مع نادي كروزيرو البرازيلي على سبيل الأعارة كذلك.

## روابط خارجية
- كيريسون على موقع قاعدة بيانات كرة القدم.إي يو (الإنجليزية)
- كيريسون على موقع ليكيب (الفرنسية)
- كيريسون على موقع Soccerway.com (الإنجليزية)
- كيريسون على موقع عالم كرة القدم.نت (الإنجليزية)